# فردا بیا، لطفاً...
فردا بیا، لطفاً… (انگلیسی: Come Tomorrow, Please...) یک فیلم کمدی-درام موزیکال رمانتیک ساخت شوروی به کارگردانی یوگنی تاشکوف است که در سال ۱۹۶۳ منتشر شد. این فیلم توسط ۱۵٫۴ میلیون بیننده تماشا شده است. داستان این فیلم روایتگر سرنوشت فروسیا، دختری ساده و با استعداد است که از یک روستای کوچک سیبری برای تحصیل به مسکو آمده است و در دانشکده موسیقی به موفقیت دست میابد.

## داستان فیلم
زن جوانی به نام فروسیا بورلاکوا از یک روستای دورافتاده در سیبری به مسکو می‌آید تا وارد دانشکده دولتی موسیقی گنیسین شده و در نهایت به یک خواننده تبدیل شود. او پیش مجسمه‌سازی به نام نیکولای واسیلیویچ می‌ماند که در مدرسه ای در زاپوروژیه، جایی که آشنای مشترک آنها که یک مدیر مدرسه بود، مشغول تحصیل بود. او سپس به سیبری نقل مکان کرد. فروسیا که کاملاً با زندگی شهری بزرگ آشنا نیست، واسیلیویچ، دوست دخترش ناتاشا و زن خانه‌دار را با رفتار غیر شهری و خودانگیختگی خود سرگرم می‌کند. با گدشت زمان، صداقت و خلوص روحی فروسیا مجسمه‌ساز را به این ایده سوق می‌دهد که خود او مدت هاست در زنجیر دروغ‌ها، هیاهو و منافع تجاری گرفتار شده است و استعداد هنری خود را با چیزهای کوچک مبادله کرده و در این مسیر خلاقیت خود را از دست داده است.
فروسیا سعی می‌کند وارد مؤسسه موسیقی شود، اما متوجه می‌شود که دیر رسیده است و امتحانات تمام شده است. پس از گذراندن چند روز در مؤسسه، فروسیا بارها و بارها با پروفسور معروف و مورد احترام سوکولوف روبرو می‌شود که در نهایت سوکولوف حاضر می‌شود به آواز او گوش دهد. در طول آزمون، پروفسور متوجه می‌شود که دختر سیبریایی کم سواد، استعداد خوانندگی برجسته، صدای فوق‌العاده قوی، و همچنین دارای هوش ذاتی و حس زیبایی‌شناسی است. بعد از این ملاقات سوکولوف تلاش می‌کند تا دولت را متقاعد کند که فروسیا باید به عنوان یک استثنا در مؤسسه پذیرفته شود. در تمام این مدت، واسیلیویچ بیهوده سعی می‌کند خود را در هنر بازیابد اما هرچه جلوتر می‌رود، بیشتر متقاعد می‌شود که تمام کارهای قبلی او فقط نسخه جعلی از هنر است و ایده‌های واقعی مرده‌اند. در یک شب در حین بی خوابی متوجه می‌شود دچار یک بحران عدم خلاقیت شده است، به همین خاطر با ناامیدی، تمام آثار کارگاه خود را از بین می‌برد و تنها یک اثر که در سال سوم دانشگاه ساخته شده و به گفته خودش واقعاً برای مردم ساخته شده است، نگه می‌دارد.
صبح روز بعد فروسیا آپارتمان نیکولای واسیلیویچ را ترک می‌کند. با تلاش پروفسور سوکولوف، او بالاخره موفق می‌شود در کالج پذیرفته شده و جایی در خوابگاه پیدا کند. او در راه با دانش آموزی به نام کوستایا آشنا می‌شود که به زودی تبدیل به دوست پسر او می‌شود. با این حال، رابطه بین آنها خوب پیش نمی‌رود زیرا کوستایا شور و شوق فروسیا برای موسیقی را درک نمی‌کند و خود دختر نیز هنگام معاشرت با او سعی نمی‌کند علایق او را بفهمد، بلکه فقط به فکر درس خواندن خود است.
شش ماه بعد در جریان یکی از درس‌ها صدای فروسیا می‌شکند و مجبور می‌شود برای مدتی تمرین را قطع کند. او در یک تراموا تصادفاً با نیکولای واسیلیویچ روبرو می‌شود و هر دو از دیدار یکدیگر بسیار خشنود می‌شوند. در حین گفتگو، فروسیا متوجه می‌شود که مجسمه‌ساز در این مدت تغییرات زیادی کرده است. او در مورد مسیر زندگی خود دوباره فکر کرده است و به نظر می‌رسد بالاخره مسیر خلاقانه خود را پیدا کرده است.
پس از بهبودی، فروسیا به مؤسسه بازمی‌گردد و در همان روز کوستیا برای همیشه مسکو را ترک می‌کند. او با یادداشتی این موضوع را به فروسیا اطلاع داد و دختر حتی فرصتی برای خداحافظی و توضیح به او نیافت. خواننده آینده که اکنون تنها مانده است، کاملاً خود را وقف مطالعه می‌کند زیرا برای او زمان موفقیت آسان سپری شده است و کار طولانی و پر زحمتی در پیش است.

## شباهت با زندگی واقعی
در سال ۱۹۵۷ ایکاترینا ساوینوا برای آموزش حرفه ای آواز وارد دانشکده دولتی موسیقی گنیسین شد. صدای کمیاب او (۳٫۵ اکتاو) آنقدر چشمگیر بود که پس از فارغ‌التحصیلی به او پیشنهاد شد در تئاتر بولشوی و نمایش‌های پاپ اجرا کند، اما او همه پیشنهادها را رد کرد چرا که خود را فقط به عنوان یک بازیگر سینما می‌دید و آواز را به عنوان «تفریح زمان تنهایی» در نظر می‌گرفت نه یک پیشه هنری جدی که بتواند آن را به‌طور حرفه‌ای ادامه دهد.

## جوایز
جشنواره فیلم سراسری شوروی:
- جایزه بهترین بازیگر مرد برای آناتولی پاپانوف[۳]
- جایزه بهترین بازیگر زن برای ایکاترینا ساوینووا[۳]